# Mort un dimanche de pluie
Pour plus de détails, voir Fiche technique et Distribution.
Mort un dimanche de pluie est un film à suspense français, adapté du roman de Joan Aiken, réalisé par Joël Santoni et sorti en 1986.

## Synopsis
Un couple psychopathe cherche à se venger d'un architecte que le mari tient pour responsable d'un accident de chantier lui ayant coûté son bras et ayant causé la mort de sept ouvriers.   
Elaine et David Briand, un couple quadragénaire, vivent dans un hameau proche de la frontière suisse : ils habitent une vaste construction d’un style très moderne, mais très isolée. Le décor est froid, sous une pluie constante.  Elaine n’aime pas la maison mais David en est l’architecte et cette demeure est sa vitrine professionnelle. Le couple traverse une période de crise : David est en difficulté financière. Il est peu présent, pris par son travail à l’extérieur. Elaine s’ennuie et regrette d'avoir quitté un poste important à Paris. Elle n'apprécie pas d’être socialement isolée et d’être en butte à des soucis financiers !
Un jour de pluie comme les autres, les Bronski, un infirme et sa femme, installent leur caravane devant la propriété du couple et ce n’est pas par hasard : lui est manchot et boiteux depuis un accident de chantier au cours duquel sept autres ouvriers ont été tués.  Briand est un des architectes responsables de l’accident. Mais l’affaire a été étouffée. Bronsky évoque l’accident et exerce des pressions morales sur David. L’architecte se sent alors contraint de l’embaucher comme jardinier pour le sortir de la misère. 
Un ami propose à Elaine un poste de productrice de musique, son ancien métier, et ce revenu tombe à pic. Elle doit cependant confier sa fille à une baby-sitter et Mme Bronski parait apte à la prendre en charge puisqu’elle a elle-même une fillette. Le travail d’Elaine et ses déplacements quotidiens en train éloignent Elaine de sa fille. Elle rentre tard. Progressivement, quand l’enfant montre des signes de perturbation, les Briand s’inquiètent du comportement des Bronski et Elaine décide alors de changer de baby-sitter... 

## Fiche technique
- Titre : Mort un dimanche de pluie
- Réalisation : Joël Santoni
- Adaptation : Joël Santoni et Philippe Setbon, d'après le roman de Joan Aiken
- Musique : Vladimir Cosma
- Son : Jean-Pierre Ruh
- Photographie : Jean Boffety
- Montage : Martine Barraqué
- Décors : Max Berto
- Production : Yves Peyrot (producteur délégué)
- Société de production : France 3 Cinéma, Incite, Slotint, Soprofilms et Télévision suisse romande
- Société de distribution : Acteurs Auteurs Associés (France)
- Pays :  France et  Suisse
- Genre : Horreur et thriller
- Durée : 109 minutes
- Date de sortie : France : 10 septembre 1986

Film interdit aux moins de 12 ans avec avertissement.

## Distribution
- Nicole Garcia : Élaine Briand
- Jean-Pierre Bacri : David Briand
- Jean-Pierre Bisson : Cappy Bronsky
- Dominique Lavanant : Hazel Bronsky
- Cerise Leclerc : Cric Briand
- Céline Vauge : Betty Bronsky
- Étienne Chicot : Christian
- Jean-Pierre Malo : Alain Milles
- Christine Laurent : Diane